# 처음
《처음》은 2011년 9월 15일 발매된 성시경의 정규 7집 앨범이다. 총 12개의 트랙이 있다. 2014년 5월 CJ E&M을 통해 재발매되었다.

## 개요
2008년 6월 6집 앨범인 '여기 내 맘속에'를 발표한 후 군입대를 한 성시경이 2010년 제대한 후 3년만에 발표한 정규 앨범이다.

당초 2011년 4월 발표할 계획이었으나, 타이틀 곡 '처음'을 우선 발표하였으며, 이후 9월 10일 두 번째 곡 '오 나의 여신님'을 발표한 뒤, 9월 15일에 정식적으로 발매하기 시작했다.

지난 2006년 발매했던 5집 'The Ballads' 이후 자신이 직접 앨범 프로듀싱을 맡았던 성시경이 이번에도 직접 프로듀싱을 했으며, 전체 수록 곡 중 약 절반은 성시경이 직접 작곡한 곡들이며, 박정현, 황세준, 윤상 등도 앨범에 참여했다.

총 12개의 곡이 들어있으며, 이 중 <그대네요>와 <너는 나의 봄이다>는 보너스 트랙으로 추가 삽입하였다.

대표 곡으로는 2011년 5월 미리 발표한 바 있는, 매우 조용하고 안정적인 느낌의 <처음>, 사실상의 타이틀 곡이었던 <난 좋아>, 박정현과 듀엣한 '우린 참 좋았는데', 약 9년만에 선보였던 댄스곡 풍의 <오 나의 여신님> , 제대 후 팬들에게 전하는 메시지 성격이 강한 <Thank You> 등이 있다.

특히 <난 좋아>의 뮤직비디오는 홍콩에서 촬영하였으며, 여주인공으로 배우 조여정이 등장하여 큰 화제를 모은 바 있다.

## 트랙리스트
1. 처음 - 04:23
2. 노래가 되어 - 04:18
3. 네가 불던 날 - 03:52
4. 난 좋아 - 03:52
5. 우리 참 좋았는데 (Feat. 박정현) - 04:15
6. 아니면서 - 04:10
7. 태양계 - 03:37
8. 오 나의 여신님 - 04:06
9. Thank You - 03:15
10. 끝에 - 04:09
11. 그대네요 (Feat. 아이유) (Bonus Track) - 04:34
12. 너는 나의 봄이다 (Bonus Track) - 04:31

## 논란
2011년 9월 7일, 7집을 발매하기 8일 전에 <오 나의 여신님>을 선공개했었는데, 이 곡이 발표되자마자 곡에서 이상한 여자의 목소리가 삽입되어 귀신 논란을 부른 바 있다. 해당 부분은 바로 2분 50초 부근, 즉, '...매일 매일 매일 그대와' 와 '햇살 앞에 웃고 있는...' 가사 사이에 있는 간주 부분이었는데, 이 부분에서 여자의 목소리가 들린다는 것이다.

실제 이 곡은 성시경이 단독으로 부르는 곡이었기 때문에 귀신 논란이 벌어졌다. 지금도 이에 대해서는 확실하게 밝혀진 바는 없다.